# Verónica Larrieu
Verónica María Larrieu Velasco (Santa Cruz de la Sierra, Bolivia; 9 de diciembre de 1974) es una ex reina de belleza, modelo y presentadora de televisión boliviana. Fue la Miss Bolivia Universo 1997 y reina del carnaval cruceño durante el año 1996.

## Biografía
Verónica Larrieu nació el 9 de diciembre de 1974 en la ciudad de Santa Cruz de la Sierra. Sus padres son Raúl Larrieu y Gabriela Velasco. Verónica comenzó sus estudios primarios en 1980 y los secundarios en 1988, saliendo bachiller en su ciudad natal el año 1991.
En 1986, a sus 12 años de edad, ya participaba en su primer spot publicitario en televisión con la empresa "Chocolates Princesa". Cabe mencionar que meses después salió campeona nacional de gimnasia. En 1987 participó en su segundo spot televisivo publicitando con la empresa "Double Cola".
En 1990, a sus 16 años de edad, empezó su carrera en el ámbito del modelaje, pasando cursos de pasarela con "Estilo Producciones". Fue también elegida reina de la Asociación Cruceña de Gimnasia y reina de la primavera en 1994 cuando tenía 20 años. No pasaría mucho tiempo cuando en 1996, a sus 22 años, Larrieu fue elegida reina del carnaval cruceño de la ciudad de Santa Cruz de la Sierra.

## Carrera en el modelaje
En 1997 participó en el concurso del Miss Santa Cruz en donde salió ganadora. Meses después, Larrieu asistió al Miss Bolivia 1997 (principal certamen de belleza del país) en representación del Departamento de Santa Cruz, saliendo ganadora en este concurso, coronándose como la Miss Bolivia 1997 a sus 23 años de edad. Al año siguiente representó a Bolivia en el Miss Universo 1998 llevado a cabo en Hawái.
En 1997 dejó "Promociones Gloria" (que hasta ese entonces la patrocinaba) y fue a formar parte de la primera generación de las magníficas de Pablo Manzoni. En 1998 concursó en el certamen de belleza Reina Sudamericana, siendo elegida como virreina sudamericana. Desde 1998 hasta 2002 trabajó como modelo en la empresa "Cerabol". Cabe mencionar que en 1999 fue una de las primeras modelos bolivianas en realizar calendarios y almanaques al desnudo, causando una gran polémica en el modelaje boliviano de aquel entonces.
Como modelo y magnífica de Pablo Manzoni, participó en varios spots publicitarios siendo la imagen publicitaria de la compañía de cosméticos de belleza "Esika" y de otras muchas marcas nacionales. Durante su vida laboral fue invitada a ser panelista en programas de TV sobre análisis político en la ciudad de La Paz, así como también actriz ocasional en diferentes películas nacionales.
En 2002 contrajo matrimonio con Arturo Medeiros, del cual se divorciaría años después. En 2005 nació su primer hijo (Arturito Medeiros). Años después se comprometió con Selim Majluf Tovías con quien tuvo dos mellizos, nacidos en 2012 (Shakid Majluf y Naia Majluf). Años después Larrieu se separaría de Majluf.
El 22 de abril de 2015 incursionó nuevamente en la televisión para participar en la primera y segunda temporada, en calidad de jurada, del programa de baile "Bailando por un Sueño", emitido por la cadena televisiva Red Uno bajo la conducción de Carlos Rocabado y Laura La Faye. En la actualidad es una de las pocas ex misses de la década de los '90s que aún se mantienen vigentes en la televisión boliviana.